# Papiro Rylands 458

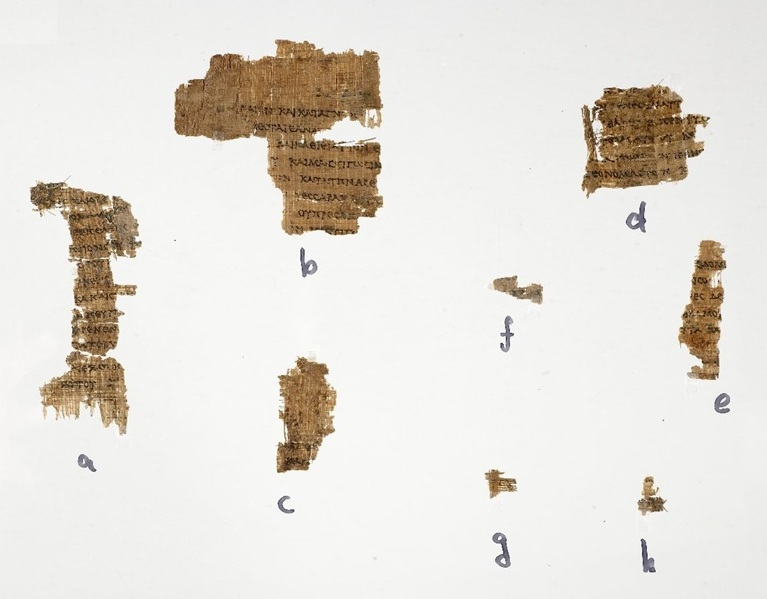
P. Rylands 458

Il Papiro Rylands 458 (P. Rylands 458), datato paleograficamente alla metà del II secolo a.C., è una copia del Pentateuco nella versione greca del Vecchio Testamento conosciuta come Versione dei Settanta o Septuaginta ed è considerata la più antica copia di questa traduzione in greco dell'Antico Testamento.
Il manoscritto è stato utilizzato per discutere il Tetragramma, ma contiene solo spazi vuoti in luoghi in cui alcuni studiosi come C. H. Roberts ritengono che dovrebbe essere indicato il nome di Dio. Secondo Paul E. Kahle, il tetragramma deve essere stato scritto nel manoscritto nei punti in cuiin tali alterazioni o spazi bianchi appaiono.